# Йота Рыб
Йота Рыб (ι Рыб, Iota Piscium, сокращ. Iota Psc, ι Psc) — звезда в северном созвездии Рыб. Звезда имеет видимую звёздную величину 4,13m, и, согласно шкале Бортля, видна невооружённым глазом даже на городском небе.
Из измерений параллакса, полученных во время миссии Hipparcos, известно, что звезда удалена примерно на 44,7 св. лет (13,7 пк) от Солнца. Звезда наблюдается севернее 85° ю. ш., лучшее время наблюдения — сентябрь.

## Имя звезды
ι Piscium — (латинизированный вариант лат. Iota Piscium) является обозначением Байера. У звезды также имеется обозначение данное Флемстидом — 17 Piscium.
В китайской астрономии, звезда относится к созвездию «Стена» и входит в астеризм 咸池 (霹靂 (Pī Lì), что означает «Раскат грома» (англ. Thunderbolt), состоящему из Йота Рыб, β Рыб, γ Рыб, θ Рыб и ω Рыб. Следовательно, сама Йота Рыб известна как 霹靂四 (Pī Lì sì, англ. the Fourth Star of Thunderbolt — «Четвёртая звезда Раската грома»).

## Свойства звезды
Спектральный класс Йота Рыб — F7V, что означает, что она несколько больше и ярче Солнца, также это указывает на то, что звезда использует водород в своем ядре в качестве ядерного «топлива», то есть находится на главной последовательности. Звезда в 3,5 ярче Солнца и излучает энергию со своей внешней атмосферы при эффективной температуре около 6 300 К, что придаёт ей жёлто-белый оттенок звезды F-типа. Йота Рыб, предположительно, является переменной звездой (номер 14657 в Общем каталоге переменных звёзд (ГАИШ)). Её видимая звёздная величина колеблется в пределах от 4,11m до 4,14m, но её тип не установлен.
Звезда показывает избыток излучения в инфракрасном диапазоне на длине волн 70 мкм, что позволяет предположить, что вокруг неё вращается холодный остаточный диск. Для того чтобы наша Земля получала примерно столько же тепла как от Солнца, её надо поместить на расстоянии 1,8 а.е. (то есть примерно на полпути между Марсом и поясом астероидов), однако, ни одной планеты у звезды пока не обнаружено. Звезда имеет поверхностную гравитацию 4,11 СГС, что почти в три раза больше, чем на Солнце. Звезда прожила 5,2 млрд. лет и сейчас приближается к концу прогнозируемого времени окончания термоядерных реакций синтеза гелия из водорода, поскольку звезда с большей массой живёт более короткую жизнь.
Вращаясь с экваториальной скоростью 6,67 км/с (то есть со скоростью практически в 3 раза больше солнечной), этой звезде требуется порядка 13 дней, чтобы совершить полный оборот, что, видимо, вызывает значительную магнитную активность.
Звёзды, имеющие планеты, имеют тенденцию иметь большую металличность по сравнению с Солнцем, в то время как Йота Рыб имеет меньшую металличность: содержание железа в ней относительно водорода составляет 70 % от солнечного.

## Кратность звезды
Кратность Йота Рыб была открыта в 1879 году. Согласно Вашингтонскому каталогу визуально-двойных звёзд, параметры этих компонентов приведены в таблице:
| Компонент | Год  | Количество измерений | Позиционный угол | Угловое расстояние | Видимая звёздная величина 1 компонента | Видимая звёздная величина 2 компонента |
| AB        | 1879 | 2                    | 288°             | 54                 | 4.13m                                  | 13m                                    |
| AB        | 1909 | 2                    | 294°             | 69.9               | 4.13m                                  | 13m                                    |
| AC        | 1879 | 1                    | 34°              | 208                | 4.13m                                  | —                                      |

Однако, у звезды, похоже, нет спутников.
Когда-то считалось, что у неё есть один или два тусклых звёздных компаньона на расстоянии 70 и 208 секунд дуги, однако, их движения показывают, что эти звёзды движутся очень быстро, и, скорее всего, они не имеют гравитационной связи с Йота Рыб, то есть все они находится на линии прямой видимости. Само движение Йота Рыб, тем не менее, показывает, что звезда — это посетитель из другой части Галактики, так как звезда движется с огромной скоростью — 90 км/с относительно Солнца, что почти в шесть раз больше, чем у местных звёзд Галактического диска. Йота Рыб является звездой высокого собственного движения.

## Ближайшее окружение звезды
Следующие звёздные системы находятся на расстоянии в пределах 20 световых лет от системы Йота Рыб (включены только яркие (<6,5m) звёзды). Их спектральные классы приведены на фоне цвета этих классов (эти цвета взяты из названий спектральных типов и не соответствуют наблюдаемым цветам звёзд):
| Звезда     | Спектральный класс | Расстояние, св. лет |
| Кси Пегаса | F 6 IV-V           | 14.83               |
| 51 Пегаса  | G2-3 V             | 15.95               |
| 54 Рыб     | K0+ V              | 17.26               |
| HD 166     | K0 V               | 18.82               |